# Nậm Chăn
Nậm Chăn, sông Minh Lương hay suối Chăn, nhiều văn liệu viết là sông Nậm Chăn, là đoạn thượng nguồn đổ vào ngòi Nhù, một phụ lưu cấp 1 của sông Hồng chảy ở huyện Văn Bàn tỉnh Lào Cai, Việt Nam .
Tên gọi Minh Lương đặt cùng với tên xã Minh Lương huyện Văn Bàn. Qua xã Hòa Mạc thì gọi là suối Chăn.

## Dòng chảy
Nậm Chăn bắt nguồn từ hợp lưu các suối nậm Si Tan từ vùng đèo Khau Cọ, và Nậm Khóa thuộc xã Nậm Xé huyện Văn Bàn, chảy về hướng đông nam.22°03′48″B 103°58′43″Đ / 22,063446°B 103,978684°Đ
Đến xã Minh Lương thì tiếp nhận dòng Nậm Xây Luông 22°00′21″B 104°03′57″Đ / 22,005958°B 104,065898°Đ, và đổi hướng chảy về phía đông bắc.
Tại ranh giới xã Thẩm Dương với xã Dần Thàng sông tiếp nhận dòng Nậm Khắt chảy từ xã Nậm Chày ở hướng tây bắc đến.

## Thủy điện
Các thủy điện được xây dựng hoặc dự kiến trong lưu vực sông, nhưng trên dòng chính chỉ mới có dự án quy hoạch .
- Thủy điện Minh Lương có công suất lắp máy 28 MW với 2 tổ máy, khởi công tháng 10/2016 [7], hoàn thành tháng 4/2018 [8][9].
- Thủy điện Suối Chăn 1 có công suất lắp máy 27 MW với 2 tổ máy, khởi công tháng 5/2015, hoàn thành tháng 3/2020 [10][11]
- Thủy điện Suối Chăn 2 có công suất lắp máy 14 MW với 2 tổ máy, khởi công tháng 5/2015, hoàn thành tháng 6/2017 [12].
- Thủy điện Nậm Khắt có công suất lắp máy 7,5 MW với 2 tổ máy, khởi công tháng 6/2016, hoàn thành tháng 1/2018 [13].
- Thủy điện Nậm Xây Luông có công suất lắp máy 15 MW với 2 tổ máy, khởi công năm 2015, hoàn thành tháng 1/2017 [14].
- Thủy điện Nậm Xây Nọi có công suất lắp máy 12 MW với 2 tổ máy, khởi công năm 2015, dự kiến hoàn thành quý 4 năm 2017 [15][16].
- Thủy điện Nậm Khóa 3 công suất lắp máy 18 MW với 2 tổ máy, xây dựng trên suối Nậm Khóa xã Nậm Xé, khởi công tháng 3/2008, hoàn thành tháng 6/2011 [17].
- Thủy điện Nậm Tu công suất lắp máy 2,8 MW với 2 tổ máy, xây dựng trên suối nậm Tu xã Nậm Xé, khởi công năm 2011, hoàn thành tháng 7/2017 [18].